# Air Emas
Air Emas is een bestuurslaag in het regentschap Pelalawan van de provincie Riau, Indonesië. Air Emas telt 1915 inwoners (volkstelling 2010).